# The Fest for Beatles Fans
The Fest for Beatles Fans (anteriormente conocido como Beatlefest) es un festival bianual de tres días que se celebra en honor del legado musical de the Beatles. Tiene lugar en dos ciudades diferentes; durante el mes de marzo o abril en Nueva York y durante el mes de agosto en Chicago. El festival cuenta con la presencia de invitados especiales así como música en directo, exposiciones, un mercadillo o un concurso de imitadores entre otras atracciones.

## Historia
The Fest for Beatles Fans comenzó en 1974 después de que su fundador, Mark Lapidos le expusiera la idea a John Lennon durante un encuentro en el Hotel Pierre de Nueva York. Lapidos pidió permiso a Lennon quien respondió; "¡Estoy a favor de todo!, ¡yo también soy fan de los Beatles!"
El primer festival se llevó a cabo en septiembre de 1974 en el Commodore Hotel de Nueva York. Asistieron más de 8.000 fans de la banda. Cada miembro de The Beatles donó un instrumento para que fuera subastado y poder recaudar fondos para fines benéficos. Lennon consideró asistir al evento pero finalmente no acudió debido a los nervios que le producía la multitud.  El festival fue portada de la revista Rolling Stone.
Desde su primera edición en 1974, el festival se ha venido llevando a cabo en el área metropolitana de Nueva York y desde 1977, también en la ciudad de Chicago. También se ha realizado eventualmente en otras localidades como Atlanta, Boston, Houston, Las Vegas, Los Ángeles, Orlando, Filadelfia y San Francisco.

## Actividades
Entre las actividades que se enmarcan dentro del Fest for Beatles Fans se encuentran los conciertos nocturnos de "Liverpool", la banda tributo oficial del festival, actuaciones de varios invitados musicales, exhibiciones de fotos, un museo, un concurso de arte de los Beatles, un concurso de imitadores de los Beatles, una batalla de bandas tributo a los Beatles. Conferencias y mesas redondas con autores y expertos de los Beatles, proyecciones de películas, subastas en vivo, espectáculos de marionetas y un mercado de los Beatles. En 2014, el Festival incluyó un viaje en autobús al aeropuerto JFK para conmemorar el 50 aniversario de la llegada de los Beatles a América..

## Participantes
Desde su primera edición en 1974, han sido numerosos los invitados que han pasado por el festival, entre ellos destacan figuras como:

### Músicos
- Randy Bachman, músico canadiense fundador de las badas The Guess Who y Bachman–Turner Overdrive[14]
- Pete Best, batería original de The Beatles.[15][16]
- Glen Burtnik, intérprete del musical Beatlemania, miembro de las bandas Styx y the Orchestra; integrante también de la banda oficial del festival, Liverpool[17]
- Howie Casey, saxofonista de Tony Sheridan, y de la banda Wings[18]
- Chad & Jeremy, dúo de rock británico de los años 60[19][20]
- Spencer Davis, guitarrista y líder de the Spencer Davis Group
- Micky Dolenz, batería y cantante de the Monkees[21]
- Donovan, cantautor y estrella del rock and roll[22][23]
- Richie Havens, cantante, guitarrista y compositor
- Greg Hawkes, teclista de The Cars, también con  McCartney[24]
- Steve Holley, Laurence Juber, Denny Laine, Henry McCullough y Denny Seiwell, miembros de Paul McCartney & Wings[25][26][27][28]
- Jim Horn, saxofonista y flautista que trabajó con los cuatro Beatles
- Brett Hudson, vocalista, guitarrista y bajista de los The Hudson Brothers
- Mark Hudson, miembro de los Hudson Brothers, a quienes Ringo Starr produjo durante diez años.[29]
- Neil Innes, músico de bandas como Bonzo Dog Doo-Dah Band, Monty Python y The Rutles, participante en el Concert for George
- Billy J. Kramer, cantante pop de los años 60, intérprete de multitud de canciones de Lennon–McCartney.[30]
- Jackie Lomax, vocalista y guitarrista de the Undertakers, banda asociada a Apple Records
- Gerry Marsden, líder de la banda Gerry and the Pacemakers.[31]
- Mike McGear, vocalista y compositor de The Scaffold, hermano menor de Paul McCartney
- Delbert McClinton, cantante y compositor, enseñó a John Lennon a tocar blues en la armónica.
- Robbie McIntosh, guitarrista del grupo the Pretenders y miembro de la banda de Paul McCartney.
- Joey Molland, guitarrista de Badfinger
- Chris Montez, músico que giró con the Beatles
- Harry Nilsson, cantante y compositor cercano a John Lennon y Ringo Starr.[32] En 1982, Nilsson publicó un sencillo en edición limitada con el tema "With a Bullet" durante el Beatlefest para recaudar dinero para el control de armas.[33]
- Peter Noone, cantante de Herman's Hermits
- Roy Orbison Jr., productor discográfico.
- David Peel, cantante asociado a Apple Records.
- Mike Pender, vocalista de The Searchers
- Peter and Gordon (Peter Asher y Gordon Waller), artistas asociados a Apple Records.
- Billy Preston, teclista que grabó numerosos temas con The Beatles a finales de los 60.
- The Quarry Men, banda fundada por John Lennon en 1956, que en 1960 cambió su nombre por The Beatles; refundada en 1997 e integrada por exmiembros que habían integrado la banda antes de que ésta alcanzara fama mundial
- Mark Rivera, saxofonista relacionado con Lennon que formó parte de Ringo Starr and His All-Starr Band
- Tom Scott, saxofonista que grabó con McCartney y Harrison
- Tony Sheridan, cantante y compositor que colaboró  con The Beatles en sus primeros años.[34]
- Earl Slick, guitarrista de New York Dolls, Phantom, Rocker & Slick, Silver Condor; colaborador de John Lennon y David Bowie en "Fame".
- The Smithereens, banda de rock estadounidense influenciada por The Beatles que publicó dos álbumes de versiones de estos.
- Ronnie Spector, cantante de the Ronettes[35]
- Hamish Stuart, guitarrista de Average White Band y miembro de la banda de Paul McCartney.
- Terry Sylvester, guitarrista y cantante de The Escorts, The Swinging Blue Jeans y The Hollies[36]
- Doris Troy, cantante asociado a Apple Records.
- Lon & Derrek Van Eaton, cantantes y guitarristas.
- Klaus Voormann, amigo de The Beatles desde su etapa en Hamburgo a comienzos de los 60, autor de la portada del álbum Revolver, bajista de la Plastic Ono Band[37]
- Andy White, batería en "Love Me Do".
- Gary Wright, grabó con George Harrison y Ringo Starr, miembro de la All-Starr Band.[38]
- Roy Young, pianista con Tony Sheridan's Beat Brothers, Cliff Bennett & The Rebel Rousers, Roy Young Band

### Otros invitados
- Nancy Lee Andrews, modelo internacional y fotógrafa, prometida de Ringo Starr.[39]
- Tony Barrow, jefe de prensa de los Beatles quien acuñó el término de "The Fab Four"[40]
- Sid Bernstein, promotor de los conciertos de The Beatles en el Carnegie Hall y el Shea Stadium
- Pattie Boyd, esposa de George Harrison y Eric Clapton
- Al Brodax, productor de la película Yellow Submarine.
- Chris Carter, disc-jockey de radio, presentador de Breakfast with the Beatles
- Alan Clayson, historiador musical.[41]
- Ray Coleman, biógrafo de Lennon y McCartney
- Geoff Emerick, ingeniero de sonido de the Beatles 1966-69, productor de Paul McCartney
- Bob Eubanks, productor de The Beatles en sus actuaciones en el Hollywood Bowl.[42][43]
- Prudence Farrow, productor cinematográfico, sujeto del tema de los Beatles, "Dear Prudence"
- Robert Freeman, fotógrafo.
- Larry Kane, único periodista estadounidense que acompañó a the Beatles en su gira por América en 1964–1965.
- Astrid Kirchherr, amiga de la banda desde su etapa en Hamburgo a comienzos de los 60, fotógrafa y pareja de Stuart Sutcliffe
- Cynthia Lennon, primera esposa de John Lennon.[44]
- Mark Lewisohn, escritor e historiador de The Beatles.
- Jack Oliver, antiguo presidente de Apple Records (1969-1971)[45]
- May Pang, antigua novia de Lennon, asistió al primer Beatlefest donde compró una vieja fotografía que acabaría convirtiéndose en la portada del álbum Rock 'n' Roll.
- Alan Parsons, ingeniero de sonido de the Beatles 1969-70, posteriormente líder de The Alan Parsons Project
- Paul Saltzman, productor y director de cine y televisión, acompañó a The Beatles en India.[46]
- Ken Scott, ingeniero de The Beatles 1967-69
- Norman Smith, ingeniero de sonido de The Beatles 1962-65.[47]
- Victor Spinetti, actor galés, participó en las películas A Hard Day's Night, Help! y Magical Mystery Tour
- Bruce Spizer, escritor e historiador de la banda.
- Alistair Taylor, asistente personal de Brian Epstein.[48]
- Vivek Tiwary, autor de la novela gráfical The Fifth Beatle sobre Epstein